# Rose Tata-Muya
Rose Tata-Muya (geb. Tata; * 12. Juni 1960) ist eine ehemalige kenianische Hürdenläuferin, Sprinterin und Mittelstreckenläuferin.
Bei den British Commonwealth Games 1974 in Christchurch wurde sie jeweils Achte über 800 Meter und in der 4-mal-400-Meter-Staffel.
Über 800 Meter wurde sie beim Weltcup 1977 in Düsseldorf Sechste und erreichte bei den Commonwealth Games 1978 in Edmonton das Halbfinale.
Bei den Afrikameisterschaften 1979 in Dakar gewann sie jeweils Silber über 800 Meter und 400 Meter Hürden.
1982 holte sie bei den Afrikameisterschaften in Kairo Bronze über 400 Meter Hürden. Bei den Commonwealth Games in Brisbane wurde sie mit der kenianischen 4-mal-400-Meter-Stafette Siebte und schied über 400 Meter sowie über 400 Meter Hürden im Vorlauf aus.
Bei den Weltmeisterschaften 1983 in Helsinki kam sie über 400 Meter Hürden nicht über die erste Runde hinaus.
1987 gewann sie über 400 Meter Hürden bei den Afrikaspielen in Nairobi Silber mit ihrer persönlichen Bestzeit von 55,94 s und erreichte bei den Weltmeisterschaften in Rom das Halbfinale.
In derselben Disziplin schied sie bei den Olympischen Spielen 1988 in Seoul im Vorlauf aus und wurde Neunte bei den Commonwealth Games 1990 in Auckland.